# Micheline Hachette
Micheline Hachette est une artiste française née à Paris 14e le 24 janvier 1938 et morte à Égriselles-le-Bocage le 24 janvier 1993.

## Biographie
Artiste multidisciplinaire rattachée au groupe Lettriste et à son créateur, Isidore Isou, dont elle fera la connaissance, en compagnie de Roland Sabatier, à la fin de l’année 1963 à la IV Biennale de Paris.
C’est dans le contexte des conceptions artistiques et politiques avant-gardiste de ce mouvement qu’elle abordera dès le début de l’année 1964 l’art plastique et la photographie avec des ensembles constitués de signes géométrisés représentatifs de l'Art hypergraphique fondé sur l'organisation de l'intégralité des signes visuels. Son œuvre aborde également la poésie et la musique (1966), l’architecture (1968) et, notamment, le cinéma, qu'elle a exploré exclusivement sous l'angle de l'Art infinitésimal, composé de particules virtuelles ou imaginaires, et de l'expression de la participation active et infinie du public (1970).
Elle publie plusieurs ouvrages et romans et participe au-delà-même de sa disparition en 1993, à l’ensemble des manifestations organisées par ce courant artistique, comme l'exposition "Lettrisme et Hypergraphie", en octobre 1964, à la Galerie Stadler, "Le demi-siècle Lettriste", en 1987 à la Galerie 1900-2000, à la Biennale de Venise en 1993, ou, encore, à "Le Lettrisme: vue d'ensemble sur quelques dépassements précis (1944-2010), en 2010, à la Villa Tamaris.
Dans son ouvrage, L’Art corporel lettriste, paru en 1977, Isidore Isou affirmera que « Micheline Hachette est, pour l’instant, la première personnalité féminine du groupe lettriste, celle qui s’est montrée la plus résistante et la plus solide d’un mouvement d’avant-garde durable, exigeant une grande densité et un courage permanent des êtres décidés à combattre pour imposer les conceptions originales de cette tendance. »

## Filmographie
- Le lettrisme au service du soulèvement de la jeunesse (1965). Film collectif réalisé en collaboration avec Roberto Altmann, Viviane Brown, Aude Jessemin, Roland Sabatier, Jacques Spacagna et Frédéric Studeny. Biennale de Paris, 1965.
- Aimer un être (1970).
- À propos de Nice (1970).
- Parce que (1970).
- In (1973).
- Frissons créateurs au fil du Nil (1978).
- L’année dernière à Abou Simbel (1978).
- Suite infinitésimale sur 6 réflexions esthétiques louches (1978).

- Films dans lesquels figure Micheline Hachette :
  - Le Songe d’une nuit d’été, de Roland Sabatier (1968)
  - No Movies, de Roland Sabatier (1968)
  - Je ne cherche pas un Isou parfait, mais je trouve un Isou meilleur (1978) de Roland Sabatier
  - Femmes créatrices, de Isidore isou (1984)
  - Ton nom est nuance, de Isidore Isou (1992)
  - Lettrisme, lettristes, de Devaux et Amarger (1988)
  - Rencontre avec le Lettrisme (1989), de Devaux et Amarger
  - Toutes les femmes sont des Jeanne d’Arc!, de Suzanne Lemaître (1984)

## Écrits sur Micheline Hachette
- Laura Aga-Rossi, Per Micheline Hachette, in Bérénice, Anno1-no 1, Marzo 1993.
- Gabriele-Aldo Bertozzi, Micheline Hachette, in Prima antologia della Poesia astratta, Berenice, X, 22 (marzo 1988), p. 395-401).
- Roland Combet, L’œuvre sonore de Micheline Hachette, in Berenice, no 4, Anno II, novembre 1981, Marzzo 1982 (p. 55-57).
- Collectif, Lettrisme et hypergraphie, Ed. Georges Fall, bibliopus, 1972.
- Isidore Isou, préface au catalogue de l’exposition « Sept femmes lettristes », 1978.
- J.P.Fgillard, Lumière jaune du soir, in Libération, 1978.
- Jean-Paul Curtay, Letterism and hypergraphics. The Unknown Avant-garde, Ed. Franklin Furnace, New-York, 1985.
- Isidore Isou, L’Art corporel Lettriste, Ed. Psi, 1977.
- Frédérique Devaux, Le Cinéma lettriste (1951-1991), Ed. Paris expérimental, 1992.
- Isidore Isou, Histoire du roman des origines au roman hypergraphique et infinitésimal (1944-1989) (T.2), Ed. EDA, 1990.

Visible language, volXVII, no 3, sumer 1983.
- Gabriele-Aldo Bertozzi, Presenza del Lettrismo, in catalogue de « Le Lettrisme » », Ed. Essegi, Ravenna, 1989.
- Jean-Paul Curtay, La Poésie Lettriste, Ed. Seghers, 1974.
- François Letailleur, Le Demi-siècle lettriste, Ed. Galerie 1900-2000, Paris, 1987.
- Roland Sabatier, Le Lettrisme : les créations et les créateurs, Ed. Z’Editions, 1989.
- Isidore Isou, Quelques mots à la cérémonie funèbre consacrée à Micheline Hachette, revue Le mouvement lettriste, no 27, mars 1993.
- Anne-Catherine Caron, in Il Lettrismo al di là della femminilitudine. Ed. Musée d’Arte Contemporanea d’Albisola, 2003.
- Anne-Catherine Caron, In Il Lettrismo al di là della femminilitudine. Préface d’Isidore Isou. Ed. Zero gravità, Biella, 2008.